# Білл Сідвелл
Білл Сідвелл (англ. Bill Sidwell; 16 квітня 1920 — 19 серпня 2021) — колишній австралійський тенісист.
Найвищу одиночну позицію світового рейтингу — 10 місце досяг 1949 року (за даними Джона Олліффа).
Перемагав на турнірах Великого шолома в парному розряді.
Завершив кар'єру 1951 року.

## Фінали турнірів Великого шолома

### Парний розряд (1–4)
| Результат | Рік  | Турнір               | Покриття | Партнер      | Суперники                       | Рахунок                 |
| --------- | ---- | -------------------- | -------- | ------------ | ------------------------------- | ----------------------- |
| Поразка   | 1947 | Чемпіонат Франції    | Ґрунт    | Том Браун    | Юстас Фаннін Ерік Стерджесс     | 4–6, 6–4, 4–6, 3–6      |
| Поразка   | 1947 | Вімблдонський турнір | Трава    | Тоні Моттрем | Боб Фалкенбурґ Джек Креймер     | 6–8, 3–6, 3–6           |
| Поразка   | 1949 | Чемпіонат Австралії  | Трава    | Джефф Браун  | Джон Бромвіч Адріан Квіст       | 6–1, 5–7, 2–6, 3–6      |
| Перемога  | 1949 | Чемпіонат США        | Трава    | Джон Бромвіч | Френк Седжмен Джордж Вортінгтон | 6–4, 6–0, 6–1           |
| Поразка   | 1950 | Вімблдонський турнір | Трава    | Джефф Браун  | Джон Бромвіч Адріан Квіст       | 5–7, 6–3, 3–6, 6–3, 2–6 |

### Мікст (1 поразка)
| Результат | Рік  | Турнір              | Покриття | Партнер         | Суперники                    | Рахунок       |
| --------- | ---- | ------------------- | -------- | --------------- | ---------------------------- | ------------- |
| Поразка   | 1948 | Чемпіонат Австралії | Трава    | Телма Койн-Лонґ | Ненсі Вінн-Болтон Колін Лонг | 5–7, 6–4, 6–8 |